# Petrivka (Simferòpol)
Petrivka (en (ucraïnès): Петрівка, en rus: Петровка, Petrovka) és un poble de la República Autònoma de Crimea a Ucraïna, que el 2014 tenia 72 habitants. Pertany al districte de Simferòpol.